# 선더버드 (열차)
선더버드(일본어: サンダーバード 산다바도[*], 영어: Thunderbird)는 일본 서일본 여객철도에서 운용하는 오사카역 ~ 가나자와역과 그 이북 구간의 역들을 잇는 특급 열차의 애칭이다. 도카이도 본선(JR 교토 선)·고세이 선·호쿠리쿠 본선·IR 이시카와 철도선을 경유한다. 이 문서에서는 라이초 호, 선더버드 호를 모두 기술한다. 2015년 3월 14일 호쿠리쿠 신칸센이 나가노역에서 가나자와역까지 연장되면서 가나자와 역~도야마 역 구간은 폐지되었다.
선더버드 호의 원형인 특급 라이초 호(일본어: 雷鳥)는 1964년 10월 1일 도카이도 신칸센의 개통에 맞춘 시각표 개정에 따라, 오사카 역 ~ 도야마 역 간을 운행하는 전동차 특급으로서 운행이 개시될 예정이었다. 그러나 전용 차량이었던 481계 전동차의 완성이 지연된 관계로 실질적인 운행은 같은 해 12월 25일로 연기되었다. 한편 선더버드 호는 1995년 4월 20일 681계 전동차를 "슈퍼 선더버드"(일본어: スーパー雷鳥（サンダーバード） 스파 산다바도[*])라는 명칭으로 라이초의 운행 노선에 투입함으로써 운행을 개시하여, 전 구간 시속 130 km 운전 실시에 따라 오사카 역 ~ 가나자와 역 사이를 최단 2시간 29분, 오사카 역 ~ 도야마 역 사이를 최단 3시간 7분에 주파하였다. 1997년 3월 8일 시각표 개정에 따라, 지금의 선더버드 호라는 명칭으로 개칭되었다. 681계의 후속 차량인 683계 전동차의 투입에 따라 라이초의 왕복 편수는 1왕복으로 크게 감소하였으며, 2011년 3월 11일 이후 현재의 선더버드로 통폐합되었다. 또한, 683계 4000번대 전동차가 구형 차량의 대체를 목적으로 새로 투입되었다.
덧붙여 여기에서 표시하는 "~호"에서 홀수는 가나자와 방면, 짝수는 오사카 방면을 운행하는 열차이다.

## 열차명의 유래

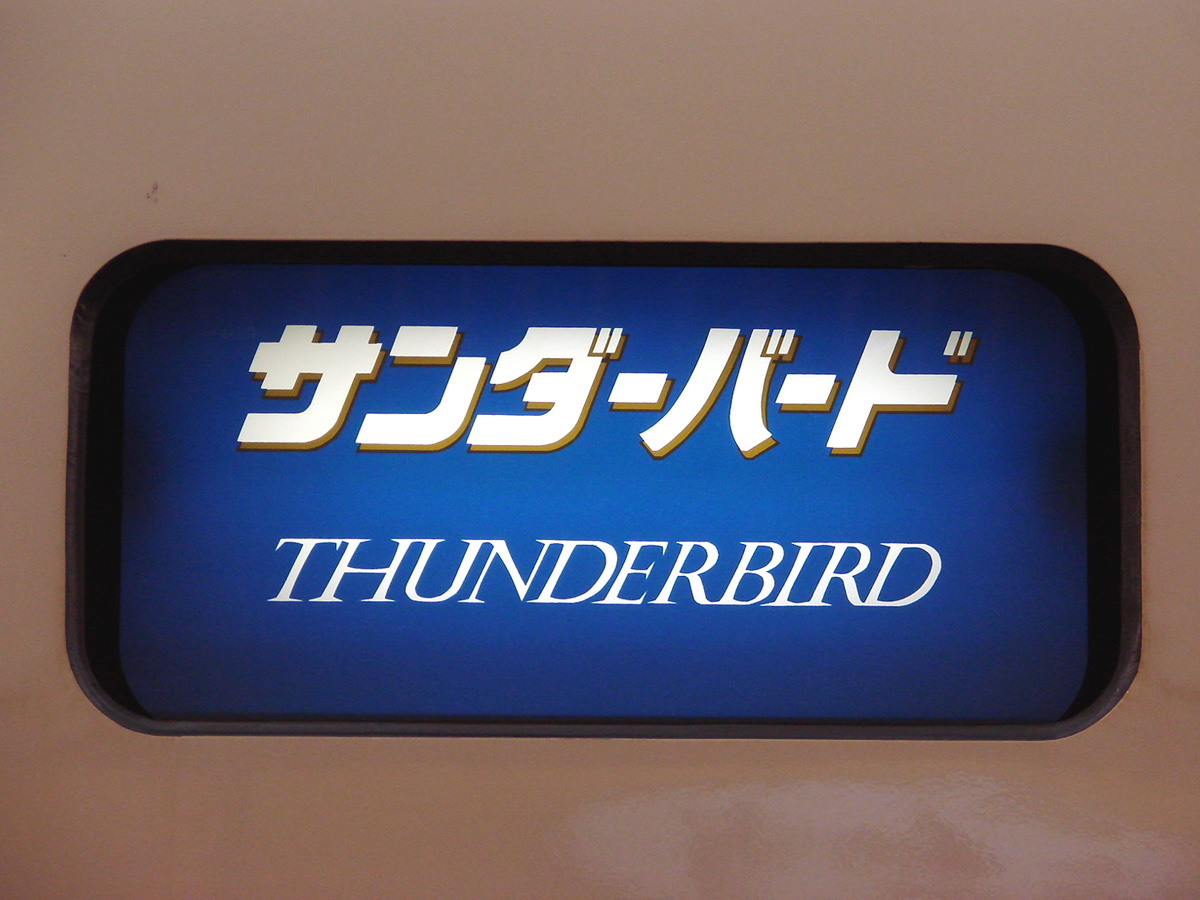
선더버드 호의 로고

라이초 호라는 열차명은 도야마현 다테 산의 고산 지대에 서식하며, 도야마 현의 현조로 지정되어 있는 일본의 천연기념물 뇌조(雷鳥, 일본어: 雷鳥(ライチョウ))에서 유래하였다. 하지만 라이초 호 자체는 2001년 3월 3일 운행 계통의 정리에 따라 가나자와 역까지로 운행 구간이 단축되었으며, 가나자와 역 이북 구간을 달리는 열차는 선더버드 호이다. 한편 선더버드 호의 "선더버드"는 뇌조의 영어 표기로 잘못 알려져 있지만, 실제로 뇌조의 영어 표기는 Grouse(Grouse) 또는 Ptarmigan(Ptarmigan)이며, 서일본 여객철도의 공식 설명에 따르면 이 선더버드는 아메리카 원주민 수우족의 신화에 등장하는, 번개와 비를 일으키는 능력을 가지고 있으며 거대한 독수리를 닮은 상상의 동물 "선더버드"(Thunderbird)를 가리킨다.

## 운행
전 열차가 비와호 서부 지역을 가로지르는 고세이 선을 경유하여 운행하지만, 강풍 등으로 고세이 선의 운행에 문제가 발생하였을 경우 비와코 선을 이용, 마이바라역과 나가하마역을 경유하는 우회 경로를 이용하게 된다. 마이바라 역에서는 승객을 받지 않고 역에서 대기하는 형태의 "운전 정차"를 하는게 원칙이지만 사정에 따라서는 여객의 승하차가 이루어지는 경우도 있다. 2000년대 이후, "히라 오로시"라고 불리는 강풍에 의해 운전 규제가 강화되어 한때 우회 운전 수가 증가하였다가, 방풍벽의 설치에 따라 우회 운전 수는 감소하고 있다. 우회 운전을 할 경우 소요 시간은 약 30분 정도 늘어나며, 바람이 소강 상태가 되면 운전 규제가 해제되어 고세이 선 경유 운행이 재개된다.
오사카역 ~ 가나자와역·도야마역·우오즈역·와쿠라온센역 간을 하루 22회 왕복(44편)한다. 아침과 저녁의 1왕복편은 우오즈 역에서 시종착하며, 나나오 선 운행 편성이 포함된 일부 열차는 가나자와 역에서 편성을 병결·분리한다. 오사카 역에서 가나자와 역까지는 2시간 35 ~ 40분이 소요된다. 1995년 4월 슈퍼 선더버드라는 명칭으로 운용을 시작하였다가, 1997년 3월에 지금의 이름으로 개칭하였다. 1997년 봄 임시 열차로 히메지역까지 운행한 바 있다.

### 정차역
괄호는 일부 열차만 정차함을 표시한다.
- 츠루가 방면

오사카 역 - 신오사카 역 - (다카쓰키) - 교토 역 - (가타타역) - (오미이마즈역) - 쓰루가역

#### 사용 차량 및 편성
서일본 여객철도 교토 종합 차량소에 소속된 681계 전동차와 683계 전동차가 투입된다. 681계 중 하쿠타카 호에서 쓰이는 편성이나, 683계 중 시라사기 호에서 쓰이는 편성이 투입되기도 한다. 투입될 때도 있다. 2009년 6월 1일부터 운전을 개시한 683계 4000번대 충당 열차는 1호에서 9호까지의 9량 고정으로 편성되어 있다. 그 밖의 열차는 6량 편성과 3량 부속 편성의 병결로 운행된다. 다만 19호, 29호, 37호, 12호, 20호, 28호는 평일에 6량 편성 단독으로 운행한다. 연휴 및 주말 등 승객이 많은 시기에는 10호 ~ 12호를 증결(보통차 지정석 3량)하여 운행한다.

## 같이 보기
- 시라사기 호
- 하쿠타카 호
- 히다 호
- 호쿠리쿠 신칸센